# Vřesina, Opava
Vřesina là một làng thuộc huyện Opava, vùng Moravskoslezský, Cộng hòa Séc.